# هاري بوتر وسجين أزكابان (موسيقى تصويرية)
أُصدرت الموسيقى التصويرية لفيلم هاري بوتر وسجين أزكابان في 25 مايو 2004. يُعتبر هذا الألبوم الثالث والأخير في السلسلة الذي ألّفه وقاده جون ويليامز. سُجّلت الموسيقى في استديوهات آبي روود في لندن بمشاركة مجموعة من الموسيقيين المستقلين، بينما قدّمت فرقة أصوات لندن [الإنجليزية] ومدرسة لندن الخطابية التسجيلات الصوتية. احتل المرتبة رقم 68 على قائمة بيلبورد 200، كما احتل المرتبة الثالثة على قائمة أفضل الموسيقى التصويرية.
أعدت الموسيقى بواسطة كونراد بوب [الإنجليزية] وإيدي كارام. تعتبر هذه النسخة تغييرًا كبيرًا عن السابقتين، حيثُ أراد ألفونسو كوارون أن تتخذ الموسيقى نهجًا مختلفًا. قدمت ثلاثة مواضيع رئيسية تتمثل بنافذة على الماضي، والمشاكل المزدوجة ورحلة باكبيك. كما أُلفت العديد من الحوافز الجديدة المُتكررة لآلة الزمن، وبيتر بيتيغرو وصيد سيرياس بلاك لهاري.

## التقييمات
نال الألبوم استحسانًا كبيرًا من نقاد موسيقى الأفلام. وعبّر آرتشي وات عن إعجابه بالموسيقى التصويرية، واصفًا إياها بأنها واحدة من أبرز الألبومات لعام 2004، وتستحق الاستماع.